# Soviet Kitsch
Soviet Kitsch är den amerikanska singer-songwritern/antifolk-artisten Regina Spektors tredje album. Albumet släpptes 2004 och fick överlag goda recensioner. 2009 tog musiktidskriften NME med det på sin lista över decenniets hundra bästa skivor.

## Spellista
1. "Ode to Divorce" – 3:42
2. "Poor Little Rich Boy" – 2:27
3. "Carbon Monoxide" – 4:59
4. "The Flowers" – 3:54
5. "Us" – 4:52
6. "Sailor Song" – 3:15
7. "* * *" – 0:44
8. "Your Honor" – 2:10
9. "The Ghost of Corporate Future" – 3:21
10. "Chemo Limo" – 6:04
11. "Somedays" – 3:21